# Anolis polylepis
Anolis polylepis (Syn.: Norops polylepis, engl. Many-scaled Anole oder Golfo Dulce Anole) ist eine Echsenart aus der Teilordnung der Leguanartigen.

## Merkmale
Anolis polylepis erreicht eine Gesamtlänge von 18 cm, die aufgezeichnete maximale Kopf-Rumpf-Länge beträgt bei den Männchen 59,4 mm, bei den Weibchen 53,5 mm. Es handelt sich um eine schlanke, oft zierliche Echse mit langen Beinen (der längste Zeh reicht bei angelegtem Hinterbein mindestens bis zur Mitte des Auges), glatten Ventralschuppen (Bauchschuppen), einem zweilappigen Hemipenis und vertikal ovalen Ohröffnungen. Bei den männlichen Tieren liegen 134–212 Schuppen in einer Reihe um die Körpermitte, bei den weiblichen 140–212. Unter der vierten Zehe befinden sich 21–29 subdigitale Lamellen.
Die orangegelbe Kehlfahne der Männchen ist groß und reicht bis zur Brust, bei den Weibchen fehlt sie. Der Rücken ist braun bis rötlich braun mit Flecken in einer Linie entlang der Rückenmitte. Einige weibliche Tiere zeigen eine Linie diamantförmiger Flecken oder einen breiten Streifen entlang der Rückenmitte, bei anderen ist die dunkle Bauchseite mit zahlreichen Punkten abgegrenzt. Bei einem lebenden, männlichen Exemplar wird die dorsale Grundfärbung als citrinfarben und dunkel bräunlich oliv bedeckt, die Bauchfärbung als cremefarben mit einer Andeutung von hellgrün beschrieben. Peters beschreibt bei beiden Geschlechtern eine braune Binde zwischen den Augen, eine helle Nackenzeichnung und eine mehr oder weniger deutliche Querbänderung des Schwanzes. Auf dem Rücken der Weibchen befindet sich eine helle, breite, wellenförmige Längsbinde, auf dem Rücken der Männchen mehrere dunkle Querbinden sowie an jeder Körperseite vom Hals bis zur Körpermitte 4 bis 5 große, schiefstehende schwarze Flecke.

## Verbreitung
Anolis polylepis ist entlang der Pazifik-Abhänge des zentralen Costa Rica (mit Ausnahme der Osa-Halbinsel) bis nach Westpanama verbreitet. Anolis polylepis kommt von fast Meereshöhe bis in 1615 m Höhe vor. Soweit bekannt, handelt es sich bei der auf der Osa-Halbinsel vorkommenden Art um Anolis osa. Am Hals (dem Gebiet der geringsten Breite) der Osa-Halbinsel, wo die beiden Arten zusammentreffen, wurde eine etwa 1 km breite Hybridisierungszone nachgewiesen.

## Lebensweise
Anolis polylepis bevorzugt Lebensräume mit feuchten und schattigen Bedingungen. Die Echsen können sich schnell fortbewegen, auch an steilen Wänden. Ihre Sprungweite beträgt ein Mehrfaches der eigenen Körperlänge. Normalerweise sitzen sie mit dem Kopf nach unten. Sobald sie ein Beutetier erspähen, schnellen sie nach unten. Mit ihrer aufstellbaren Kehlfahne locken sie Weibchen an und markieren ihr Revier. Wenn sie ihre Kehlfahne präsentieren, vollführen sie liegestützähnliche Bewegungen. Anolis polylepis häutet sich regelmäßig. Wie die meisten Anolis-Arten ist auch diese Art tagaktiv. Ihre Nahrung besteht aus Raupen, Heuschrecken und anderen Insekten. Anolis polylepis dient Schlangen, Vögeln und Säugern als Beute.
An einer Sollbruchstelle kann der Schwanz bei Gefahr abgebrochen werden. Ein abgetrennter Schwanz kann für einige Minuten stark zucken und so den Gegner ablenken. Diese Eigenschaft wird als Autotomie bezeichnet.